# Liste des titres musicaux numéro un en France en 1992
Cette page liste les singles et les albums classés numéro un des ventes de disques en France par le Syndicat national de l'édition phonographique pour l'année 1992.
Le classement des singles est hebdomadaire, celui des albums est bimensuel jusqu'au mois de mai. Le 21 mai, il devient hebdomadaire.

## Classement des singles
| Semaine | Sortie       | Artiste                             | Titre                           |
| ------- | ------------ | ----------------------------------- | ------------------------------- |
| 1       | 4 janvier    | Patrick Bruel                       | Qui a le droit...               |
| 2       | 11 janvier   | Patrick Bruel                       | Qui a le droit...               |
| 3       | 18 janvier   | Jean-Philippe Audin et Diego Modena | Song of Ocarina                 |
| 4       | 25 janvier   | Michael Jackson                     | Black or White                  |
| 5       | 1er février  | Michael Jackson                     | Black or White                  |
| 6       | 8 février    | Jean-Philippe Audin et Diego Modena | Song of Ocarina                 |
| 7       | 15 février   | Patrick Bruel                       | Qui a le droit...               |
| 8       | 22 février   | George Michael et Elton John        | Don't Let the Sun Go Down on Me |
| 9       | 29 février   | George Michael et Elton John        | Don't Let the Sun Go Down on Me |
| 10      | 7 mars       | George Michael et Elton John        | Don't Let the Sun Go Down on Me |
| 11      | 14 mars      | George Michael et Elton John        | Don't Let the Sun Go Down on Me |
| 12      | 21 mars      | George Michael et Elton John        | Don't Let the Sun Go Down on Me |
| 13      | 28 mars      | George Michael et Elton John        | Don't Let the Sun Go Down on Me |
| 14      | 4 avril      | George Michael et Elton John        | Don't Let the Sun Go Down on Me |
| 15      | 11 avril     | Ten Sharp                           | You                             |
| 16      | 18 avril     | Ten Sharp                           | You                             |
| 17      | 25 avril     | François Feldman                    | Joy                             |
| 18      | 2 mai        | François Feldman                    | Joy                             |
| 19      | 9 mai        | François Feldman                    | Joy                             |
| 20      | 16 mai       | François Feldman                    | Joy                             |
| 21      | 23 mai       | François Feldman                    | Joy                             |
| 22      | 30 mai       | François Feldman                    | Joy                             |
| 23      | 6 juin       | François Feldman                    | Joy                             |
| 24      | 13 juin      | François Feldman                    | Joy                             |
| 25      | 20 juin      | Nirvana                             | Smells Like Teen Spirit         |
| 26      | 27 juin      | Nirvana                             | Smells Like Teen Spirit         |
| 27      | 4 juillet    | Nirvana                             | Smells Like Teen Spirit         |
| 28      | 11 juillet   | Nirvana                             | Smells Like Teen Spirit         |
| 29      | 18 juillet   | Pow Wow                             | Le Chat                         |
| 30      | 25 juillet   | Pow Wow                             | Le Chat                         |
| 31      | 1er août     | Pow Wow                             | Le Chat                         |
| 32      | 8 août       | Pow Wow                             | Le Chat                         |
| 33      | 15 août      | Pow Wow                             | Le Chat                         |
| 34      | 22 août      | Pow Wow                             | Le Chat                         |
| 35      | 29 août      | Pow Wow                             | Le Chat                         |
| 36      | 5 septembre  | Snap!                               | Rhythm Is a Dancer              |
| 37      | 12 septembre | Snap!                               | Rhythm Is a Dancer              |
| 38      | 19 septembre | Snap!                               | Rhythm Is a Dancer              |
| 39      | 26 septembre | Snap!                               | Rhythm Is a Dancer              |
| 40      | 3 octobre    | Snap!                               | Rhythm Is a Dancer              |
| 41      | 10 octobre   | Snap!                               | Rhythm Is a Dancer              |
| 42      | 17 octobre   | Jordy                               | Dur dur d'être bébé !           |
| 43      | 24 octobre   | Jordy                               | Dur dur d'être bébé !           |
| 44      | 31 octobre   | Jordy                               | Dur dur d'être bébé !           |
| 45      | 7 novembre   | Jordy                               | Dur dur d'être bébé !           |
| 46      | 14 novembre  | Jordy                               | Dur dur d'être bébé !           |
| 47      | 21 novembre  | Jordy                               | Dur dur d'être bébé !           |
| 48      | 28 novembre  | Jordy                               | Dur dur d'être bébé !           |
| 49      | 5 décembre   | Jordy                               | Dur dur d'être bébé !           |
| 50      | 12 décembre  | Jordy                               | Dur dur d'être bébé !           |
| 51      | 19 décembre  | Jordy                               | Dur dur d'être bébé !           |
| 52      | 26 décembre  | Jordy                               | Dur dur d'être bébé !           |

## Classement des albums
| Semaines | Sortie       | Artiste                             | Titre                                                  |
| -------- | ------------ | ----------------------------------- | ------------------------------------------------------ |
| 1 2      | 1er janvier  | Patrick Bruel                       | Si ce soir...                                          |
| 3 4      | 15 janvier   | Patrick Bruel                       | Si ce soir...                                          |
| 5 6      | 29 janvier   | Michael Jackson                     | Dangerous                                              |
| 7 8      | 12 février   | Michael Jackson                     | Dangerous                                              |
| 9 10     | 26 février   | Michael Jackson                     | Dangerous                                              |
| 11 12    | 12 mars      | Michael Jackson                     | Dangerous                                              |
| 13 14    | 26 mars      | U2                                  | Achtung Baby                                           |
| 15 16    | 9 avril      | Nirvana                             | Nevermind                                              |
| 17 18    | 23 avril     | Nirvana                             | Nevermind                                              |
| 19 20    | 7 mai        | Nirvana                             | Nevermind                                              |
| 21       | 21 mai       | Michel Sardou                       | Le Bac G                                               |
| 22       | 30 mai       | Michel Sardou                       | Le Bac G                                               |
| 23       | 6 juin       | Jean-Philippe Audin et Diego Modena | Ocarina                                                |
| 24       | 13 juin      | Divers artistes                     | Urgence : 27 artistes pour la recherche contre le sida |
| 25       | 20 juin      | Divers artistes                     | Urgence : 27 artistes pour la recherche contre le sida |
| 26       | 27 juin      | Divers artistes                     | Urgence : 27 artistes pour la recherche contre le sida |
| 27       | 4 juillet    | Elton John                          | The One                                                |
| 28       | 11 juillet   | Elton John                          | The One                                                |
| 29       | 18 juillet   | Elton John                          | The One                                                |
| 30       | 25 juillet   | Elton John                          | The One                                                |
| 31       | 1er août     | Elton John                          | The One                                                |
| 32       | 8 août       | Jean-Philippe Audin et Diego Modena | Ocarina                                                |
| 33       | 15 août      | Elton John                          | The One                                                |
| 34       | 22 août      | Michel Berger et France Gall        | Double Jeu                                             |
| 35       | 29 août      | Michel Berger et France Gall        | Double Jeu                                             |
| 36       | 5 septembre  | Michel Berger et France Gall        | Double Jeu                                             |
| 37       | 12 septembre | Michel Berger et France Gall        | Double Jeu                                             |
| 38       | 19 septembre | Divers artistes                     | Dirty Dancing (Bande originale du film)                |
| 39       | 26 septembre | Pow Wow                             | Regagner les plaines                                   |
| 40       | 3 octobre    | Michael Jackson                     | Dangerous                                              |
| 41       | 10 octobre   | Vanessa Paradis                     | Vanessa Paradis                                        |
| 42       | 17 octobre   | Michael Jackson                     | Dangerous                                              |
| 43       | 24 octobre   | Michael Jackson                     | Dangerous                                              |
| 44       | 31 octobre   | Madonna                             | Erotica                                                |
| 45       | 7 novembre   | Madonna                             | Erotica                                                |
| 46       | 14 novembre  | Sade                                | Love Deluxe                                            |
| 47       | 21 novembre  | Sade                                | Love Deluxe                                            |
| 48       | 28 novembre  | Sade                                | Love Deluxe                                            |
| 49       | 5 décembre   | Pow Wow                             | Regagner les plaines                                   |
| 50       | 12 décembre  | Pow Wow                             | Regagner les plaines                                   |
| 51       | 19 décembre  | Pow Wow                             | Regagner les plaines                                   |
| 52       | 26 décembre  | Fredericks Goldman Jones            | Sur scène                                              |